# Альберт — пятый мушкетёр
«Альберт — пятый мушкетёр» (фр. Albert le 5ème mousquetaire) — франко-канадский мультипликационный сериал производства France Animation и Cinar, созданный по мотивам романа Александра Дюма «Три мушкетёра». Премьера во Франции состоялась 16 марта 1994 года на Canal+. Всего вышло 26 эпизодов сериала.

## Сюжет
События разворачиваются вокруг Альберта де Парманьяна, нового мушкетёра («пятого из трёх мушкетёров»). Другие мушкетёры предстают в образе экспрессивных и малорассудительных людей, в то время как Альберт находчив и изобретателен.
В мультсериале представлено противостояние между мушкетёрами и кардиналом Ришельё, который стремится заполучить власть над Францией в свои руки.

## Персонажи
Образы персонажей в мультсериале представлены в виде комичных гротескных образов оригинальных персонажей из книги:
- Альберт — пятый мушкетёр, мозговой центр мушкетёров, увлекается разработкой различных полезных изобретений;
- д’Артаньян — вспыльчивый и импульсивный; в мультсериале лидер «классической четвёрки» мушкетёров;
- Атос — инфантильный и рассеянный; в мультсериале его тело постоянно повёрнуто не в ту сторону;
- Портос — огромный, сильный, любящий поесть; в мультсериале является силовым центром четвёрки мушкетёров;
- Арамис — романтичный; в мультсериале говорит стихами;
- король Франции Людовик XIII — наивный и доверчивый, легко поддаётся давлению со стороны Ришельё;
- королева Франции Анна Австрийская — жена Людовика XIII, женщина, которая беспокоится о репутации королевского рода и будущем Франции;
- герцог Бэкингем — английский герцог, любовник королевы, пытающийся похитить её;
- капитан де Тревиль — капитан мушкетёров, в мультсериале предстаёт очень приближенным к королю и всегда куда-то торопится;
- первый министр Франции кардинал Ришельё — главный отрицательный персонаж, стремящийся любыми способами отлучить короля от власти, для единоличного управления Францией;
- миледи Винтер — помощница кардинала Ришельё, на протяжении всего мультсериала устраивает козни мушкетёрам, на плече имеет татуировку в виде утки.
- королева-мать Мария Медичи — мать Людовика XIII, покровительница кардинала Ришельё, которая живет в Блуа.

## Отзывы
Французский сайт HITEK.fr поместил «Альберта — пятого мушкетёра» в список из пяти мультсериалов, перезапуск которых хотели бы видеть редакторы сайта. Обозреватель сайта Pix-Geeks.fr назвала мультсериал «абсолютно гениальным» и охарактеризовала как «коктейль из шпионажа, заговоров, романтики и эпических сражений», сравнив с «Игрой престолов».